# Mike Turner

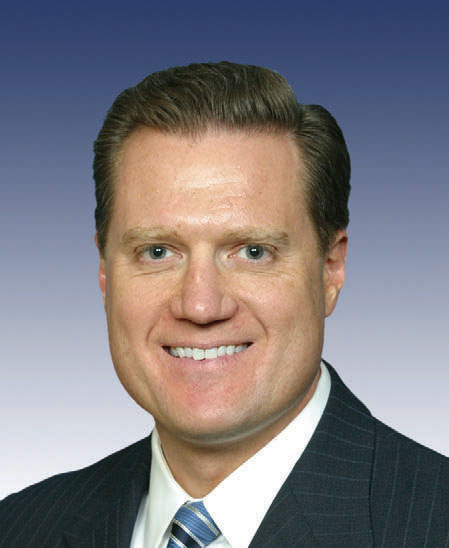
Mike Turner

Michael R. "Mike" Turner, född 11 januari 1960 i Dayton, Ohio, är en amerikansk republikansk politiker. Han representerar delstaten Ohios tredje distrikt i USA:s representanthus sedan 2003.
Turner avlade 1982 grundexamen vid Ohio Northern University. Han avlade sedan 1985 juristexamen vid Case Western Reserve University och blev 1992 MBA vid University of Dayton. Han var borgmästare i Dayton 1994-2001.
Kongressledamoten Tony P. Hall avgick 2002 för att tillträda som USA:s FAO-ambassadör. Turner besegrade demokraten Rick Carne i kongressvalet 2002 och tillträdde som kongressledamot i januari 2003.